# 陆吾
陆吾，又称“肩吾”，中国古代传说中的昆仑山山神，形象是人面虎爪、虎身九尾。据说是天帝的臣子，负责为天帝看守“帝下之都”、“帝之囿時”和“天之九部”。袁珂认为陆吾就是看守昆仑山的开明兽。

## 記載
《山海经.西山经》：西南四百里，曰昆侖之丘，是實惟帝之下都，神陸吾司之。其神狀虎身而九尾，人面而虎爪；是神也，司天之九部及帝之囿時。